# Alfonso VI del Portogallo
Alfonso VI del Portogallo (Lisbona, 21 agosto 1643 – Sintra, 12 settembre 1683), sesto figlio di Giovanni IV del Portogallo e di Luisa di Guzmán, fu il 22º re del Portogallo e dell'Algarve.

## Biografia

### Giovinezza

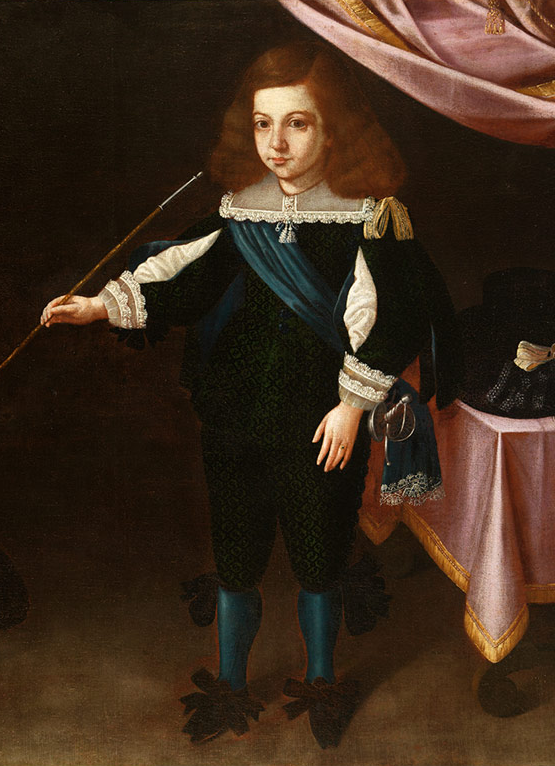
Ritratto dell'Infante Afonso; José de Avelar Rebelo, 1653.

Giovanni IV, padre di Alfonso, era salito al trono portoghese nel 1640 dopo una rivolta con la quale erano stati cacciati dal Portogallo gli Asburgo di Spagna, che dal 1580 vi avevano regnato con una unione personale fra i due paesi.
Il re spagnolo Filippo IV (che fino a quel momento era stato anche re del Portogallo con il nome di Filippo III) aveva quindi perso il regno portoghese a favore del casato di Braganza. La Spagna tuttavia, che al momento della rivolta era coinvolta in altre guerre, soprattutto contro la Francia, non era disposta ad accettare il distacco portoghese senza combattere ma il suo esercito, altrimenti impegnato, avrebbe potuto a mala pena sostenere una guerra anche contro il Portogallo.
Nel 1659 tuttavia la guerra fra Spagna e Francia terminò e da quel momento il re spagnolo poté concentrarsi sulla questione portoghese: il suo esercito varcò i confini per cacciare Alfonso VI, subentrato nel frattempo (1656) sul trono di Lisbona, e ristabilire la signoria asburgica sul territorio portoghese. L'8 giugno 1663 truppe alleate anglo-portoghesi sconfissero gli spagnoli a Ameixial, quindi l'anno successivo a Castelo Rodrigo ed ancora il 17 giugno 1665 a Monte Claros. 
Queste battaglie sono state considerate le più significative della Guerra da Restauração (Guerra di restaurazione portoghese). Nel corso del 1665 Filippo IV morì e fu l'ultimo sovrano della dinastia asburgica a portare il titolo di re del Portogallo. Gli spagnoli, indeboliti dalle sconfitte, dovettero riconoscere con il Trattato di Lisbona (1668) l'indipendenza del Portogallo. La vittoria lusitana, ottenuta grazie all'intervento inglese e alle capacità dei generali portoghesi, valse ad Alfonso VI il titolo di o vitorioso (il Vittorioso), benché non avesse contribuito in alcun modo al successo.

### Ascesa al trono

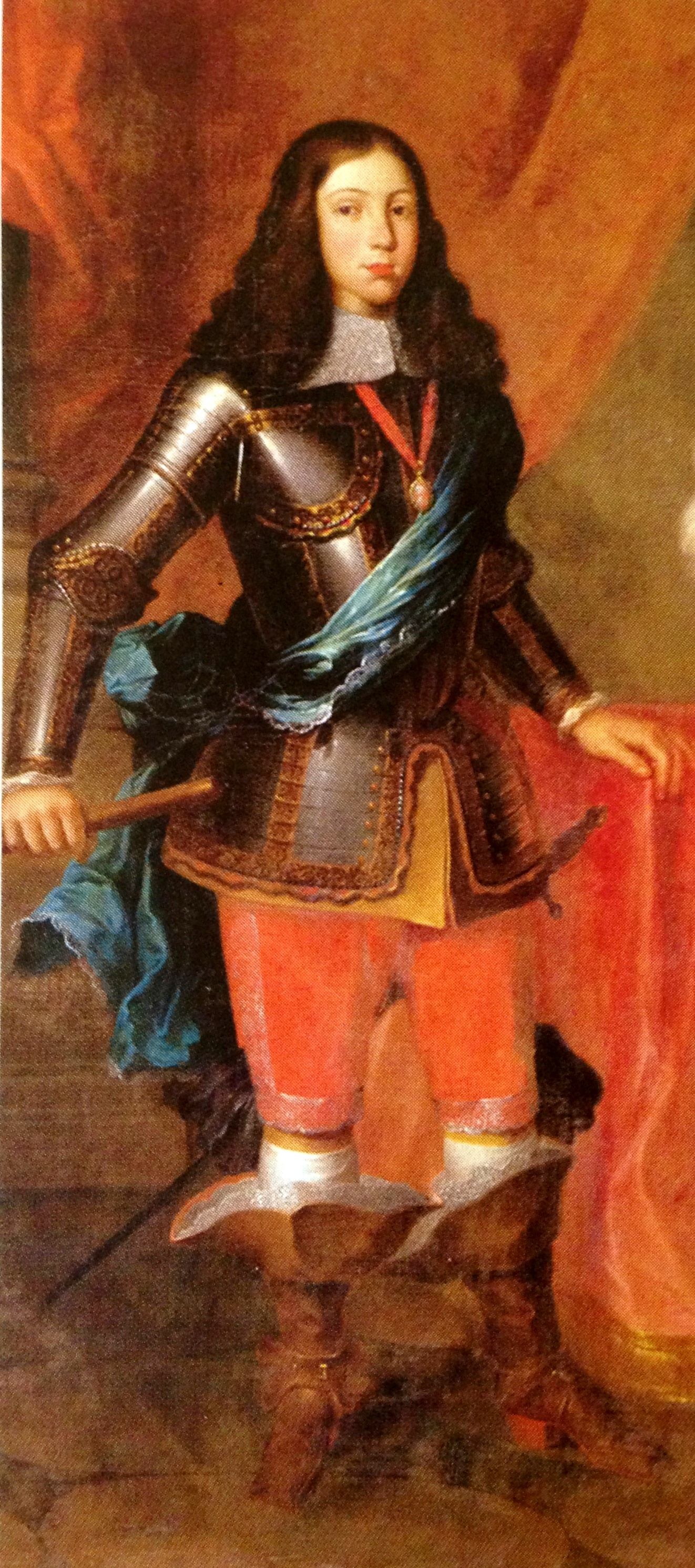
Re Alfonso VI del Portogallo ritratto da Domenico Duprà

Alfonso VI fu designato erede al trono del Portogallo nel 1653, dopo la morte di suo fratello Teodosio di Braganza, divenendo decimo Duca di Braganza. Nominalmente re dal 6 novembre 1656, dopo la morte del padre Giovanni IV, a causa della sua minore età fu la madre, la regina Luisa, ad assumere la reggenza del trono portoghese. Il Principe inoltre era affetto da una forma di paralisi, oltre che da debolezza mentale, che lo segnò per tutta la vita.
Nel 1662 divenne primo ministro del regno Luís de Vasconcelos e Sousa, III conte di Castelo Melhor dopo che, aiutato dai suoi sostenitori, aveva convinto il Principe a chiedere alla Regina madre la propria emancipazione e l'abbandono della sua reggenza, rimanendo poi al potere fino al 1667.

### Matrimonio ed abdicazione
Nel 1666 Alfonso VI sposò la principessa Maria Francesca di Savoia-Nemours, figlia di Carlo Amedeo di Savoia-Nemours, che tuttavia l'anno successivo, con l'appoggio del fratello minore del re, l'infante Pietro, interpretando lo scontento generale conseguente sia al malgoverno del regno sia alla perdita dell'isola di Ceylon e di altre colonie portoghesi in India ad opera degli olandesi, prima allontanò il Conte di Castelo Melhor dal governo e poi convinse il marito a firmare un atto di abdicazione. Nel 1668 Maria Francesca di Savoia-Nemours ottenne l'annullamento del matrimonio con Alfonso perché "non consumato" e, dopo pochi mesi, sposò il cognato Pietro che nel frattempo aveva assunto la reggenza del trono portoghese.

### Esilio e morte
Dopo l'abdicazione Alfonso venne esiliato a Terceira, nelle Azzorre, e trascorse gli ultimi quindici anni della sua vita in una condizione di semi-prigionia, alternando la permanenza sulle isole in pieno Atlantico con brevi soggiorni nel castello reale di Sintra, dove morì nel 1683. Alla sua morte il fratello minore lasciò la reggenza e divenne re con il nome di Pietro II. La sua salma fu inumata nel Pantheon dei Braganza (Monastero di São Vicente de Fora).

## Ascendenza
|                                                          |                                    |                                                 | Genitori                                          |  |  | Nonni |  |  | Bisnonni               |  |  | Trisnonni              |  |
|                                                          |                                    |                                                 |                                                   |  |  |       |  |  | Giovanni I di Braganza |  |  | Teodosio I di Braganza |  |
|                                                          |                                    |                                                 |                                                   |  |  |       |  |  | Giovanni I di Braganza |  |  | Teodosio I di Braganza |  |
|                                                          |                                    | Isabel de Lencastre                             |                                                   |  |  |       |  |  | Giovanni I di Braganza |  |  |                        |  |
| Teodosio II di Braganza                                  |                                    |                                                 |                                                   |  |  |       |  |  | Giovanni I di Braganza |  |  |                        |  |
|                                                          |                                    | Caterina di Guimarães                           | Eduardo d'Aviz                                    |  |  |       |  |  |                        |  |  |                        |  |
|                                                          |                                    | Caterina di Guimarães                           | Eduardo d'Aviz                                    |  |  |       |  |  |                        |  |  |                        |  |
|                                                          |                                    | Caterina di Guimarães                           | Isabel di Braganza                                |  |  |       |  |  |                        |  |  |                        |  |
| Giovanni IV del Portogallo                               |                                    | Caterina di Guimarães                           |                                                   |  |  |       |  |  |                        |  |  |                        |  |
|                                                          |                                    | Juan Fernández de Velasco                       | Íñigo Fernández de Velasco, IV duca di Frías      |  |  |       |  |  |                        |  |  |                        |  |
|                                                          |                                    | Juan Fernández de Velasco                       | Íñigo Fernández de Velasco, IV duca di Frías      |  |  |       |  |  |                        |  |  |                        |  |
|                                                          |                                    | Juan Fernández de Velasco                       | Ana Pérez de Guzmán y Aragón                      |  |  |       |  |  |                        |  |  |                        |  |
| Ana de Velasco y Girón                                   |                                    | Juan Fernández de Velasco                       |                                                   |  |  |       |  |  |                        |  |  |                        |  |
|                                                          |                                    | María Girón de Guzmán                           | Pedro Téllez-Girón, I duca di Osuna               |  |  |       |  |  |                        |  |  |                        |  |
|                                                          |                                    | María Girón de Guzmán                           | Pedro Téllez-Girón, I duca di Osuna               |  |  |       |  |  |                        |  |  |                        |  |
|                                                          |                                    | María Girón de Guzmán                           | Leonor Ana de Guzmán y Aragón                     |  |  |       |  |  |                        |  |  |                        |  |
| Alfonso VI del Portogallo                                |                                    | María Girón de Guzmán                           |                                                   |  |  |       |  |  |                        |  |  |                        |  |
|                                                          | Alonso Pérez de Guzmán y Sotomayor | Juan Carlos Pérez de Guzmán, IX conte di Niebla |                                                   |  |  |       |  |  |                        |  |  |                        |  |
|                                                          | Alonso Pérez de Guzmán y Sotomayor | Juan Carlos Pérez de Guzmán, IX conte di Niebla |                                                   |  |  |       |  |  |                        |  |  |                        |  |
|                                                          | Alonso Pérez de Guzmán y Sotomayor | Leonor Manrique de Zuñiga Sotomayor             |                                                   |  |  |       |  |  |                        |  |  |                        |  |
| Juan Manuel Pérez de Guzmán, VIII duca di Medina Sidonia | Alonso Pérez de Guzmán y Sotomayor |                                                 |                                                   |  |  |       |  |  |                        |  |  |                        |  |
|                                                          |                                    | Ana de Sylva y Mendoza                          | Ruy Gómez de Silva                                |  |  |       |  |  |                        |  |  |                        |  |
|                                                          |                                    | Ana de Sylva y Mendoza                          | Ruy Gómez de Silva                                |  |  |       |  |  |                        |  |  |                        |  |
|                                                          |                                    | Ana de Sylva y Mendoza                          | Ana de Mendoza, Principessa di Eboli              |  |  |       |  |  |                        |  |  |                        |  |
| Luisa di Guzmán                                          |                                    | Ana de Sylva y Mendoza                          |                                                   |  |  |       |  |  |                        |  |  |                        |  |
|                                                          |                                    | Francisco Gómez de Sandoval y Rojas             | Francisco Gómez de Sandoval, IV marchese di Denia |  |  |       |  |  |                        |  |  |                        |  |
|                                                          |                                    | Francisco Gómez de Sandoval y Rojas             | Francisco Gómez de Sandoval, IV marchese di Denia |  |  |       |  |  |                        |  |  |                        |  |
|                                                          |                                    | Francisco Gómez de Sandoval y Rojas             | Isabel de Borja                                   |  |  |       |  |  |                        |  |  |                        |  |
| Juana Lorenza Gómez de Sandoval y la Cerda               |                                    | Francisco Gómez de Sandoval y Rojas             |                                                   |  |  |       |  |  |                        |  |  |                        |  |
|                                                          |                                    | Catalina de la Cerda                            | Juan de la Cerda                                  |  |  |       |  |  |                        |  |  |                        |  |
|                                                          |                                    | Catalina de la Cerda                            | Juan de la Cerda                                  |  |  |       |  |  |                        |  |  |                        |  |
|                                                          |                                    | Catalina de la Cerda                            | Joana de Noronha                                  |  |  |       |  |  |                        |  |  |                        |  |
|                                                          |                                    | Catalina de la Cerda                            |                                                   |  |  |       |  |  |                        |  |  |                        |  |